# Pentafluoreto de bromo
Pentafluoreto de bromo é um composto químico inorgânico de fórmula molecular BrF5.

## Características
É um gás liquefeito, incolor de odor irritante. Reage violentamente com água liberando fluoreto de hidrogênio, um gás extremamente irritante e corrosivo. É um composto muito reativo que reage com todos os elementos conhecidos, exceto gases inertes (família 8A), nitrogênio e oxigênio. Não é inflamável, porém , pode formar gases tóxicos e irritantes de fluoreto de hidrogênio e fluoreto de bromo, e, quando em contato com combustíveis, pode causar fogo. Reage violentamente com muitos metais e materiais de construção como madeira, vidro e alguns plásticos. BrF5 reage com o difluoreto de criptônio formando compostos com o íon extremamente reativo BrF6+, que contém bromo no estado de oxidação +7.

## Usos
Pode ser usado em sínteses, como oxidante em propelente líquido para foguetes e outros.

## Atenção
É um oxidante forte e pode causar incêndio em contato com materiais orgânicos, tais como madeira, algodão ou palha. É explosivo quando em locais apertados e em temperaturas elevadas.

## Propriedades físico-químicas
- Massa molar 174,9
- Ponto de ebulição 41°C
- Ponto de fusão -61,4°C
- Temperatura crítica 197°C
- Densidade relativa do vapor 6,03
- Densidade relativa do líquido (ou sólido) 2,48 A 20 °C (LÍQ.)
- Pressão de vapor 400 mm Hg A 25,7 °C
- Calor latente de vaporização (cal/g)  42,7